# Clearcreekite
La clearcreekite è un minerale.

## Etimologia
Il nome deriva dalla località di rinvenimento: la miniera di mercurio di Clear Creek, nella contea californiana di San Benito.